# Hirofumi Yoshimura

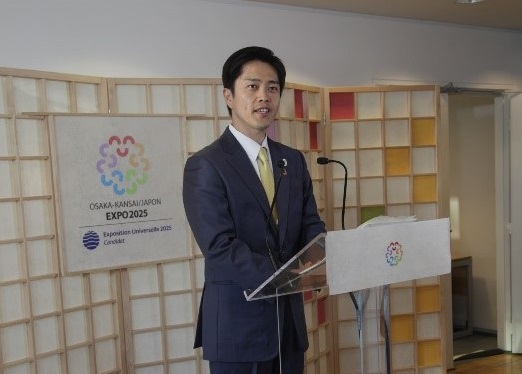
Hirofumi Yoshimura (2018)

Hirofumi Yoshimura (jap. 吉村 洋文 Yoshimura Hirofumi; * 17. Juni 1975 in Kawachi-Nagano, Präfektur Osaka) ist ein japanischer Politiker und seit 2019 Gouverneur von Osaka. Davor war er seit 2015 Bürgermeister der Stadt Osaka. Im Dezember 2024 wurde er zum Vorsitzenden der Nippon Ishin no Kai gewählt. Schon seit 2020 führt er die Präfekturpartei Ōsaka Ishin no Kai von Gouverneursvorgänger Ichirō Matsui und Bürgermeistervorgänger Tōru Hashimoto. In der daraus hervorgegangenen Nationalpartei war er von 2019 bis 2022 „Vizevorsitzender“ (fuku-daihyō), danach bis 2024 „Kovorsitzender“ (kyōdō-daihyō; anders als bei anderen Parteien gibt es dort nicht mehrere gleichberechtigte „Kovorsitzende“, sondern einen einzigen Vorsitzenden und einen einzigen „Kovorsitzenden“ als eine Art Stellvertreterposition über dem oder den „Vizevorsitzenden“).
Vor seiner aktiven politischen Karriere war Yoshimura seit 2000 Anwalt, sein Studium an der Universität Kyūshū schloss er 1998 ab. Für die Osaka Ishin no Kai war er von 2011 bis 2014 Abgeordneter des Dreimandatswahlkreises Bezirk Nord (Kita-ku) im Stadtparlament von Osaka, anschließend von 2014 bis 2015 für die assoziierte Nationalpartei (Ishin no Tō→Ōsaka Ishin no Kai) Mitglied des Shūgiin, des Unterhauses des Nationalparlaments, über den Verhältniswahlblock Kinki – bei der Mehrheitswahl hatte er den 4. Wahlkreis der Präfektur Osaka, der nördliche Teile der Stadt Osaka umfasst, relativ knapp an den Liberaldemokraten Yasuhide Nakayama verloren.
Im Mai 2015 scheiterte knapp das erste Referendum über den von der Ishin no Kai verfolgten, sogenannten Ōsaka-to-Plan (Osaka-to-kōsō), der Umwandlung Osakas von einer -fu ([historisch: Stadt-]Präfektur) in eine -to ([~Metropol-/Hauptstadt-]Präfektur) wie Tokio, in der die Ōsaka-shi (Stadt Osaka) abgeschafft und durch „Sonderbezirke“ ersetzt wird. Nach der Abstimmungsniederlage kündigte Tōru Hashimoto seinen Rückzug vom Bürgermeisteramt zur regulären Wahl im November 2015 an, und Yoshimura sollte der Ishin-Kandidat für die Nachfolge werden. Die Bürgermeisterwahl 2015 gewann er gegen den von Liberaldemokraten, Demokraten und Kommunisten unterstützten ehemaligen Stadtparlamentsabgeordneten Akira Yanagimoto mit rund 190.000 Stimmen Vorsprung deutlich.

Ergebnis der Gouverneurswahl 2019 nach Gemeinden bzw. in den Großstädten Osaka und Sakai nach Bezirken: Yoshimura erhielt in allen Gemeinden Osakas eine Mehrheit

Im März 2019 traten Yoshimura als Bürgermeister der Stadt und Matsui als Gouverneur der Präfektur gleichzeitig zurück, um bei Neuwahlen gleichzeitig mit den Präfekturparlaments- und Stadtparlamentswahlen (Teil der einheitlichen Regionalwahlen im April 2019) ein neues Mandat für eine erneute Volksabstimmung über die Abschaffung der Stadt Osaka zu gewinnen. Um sogenannte denaoshi senkyo (~„Neuanfangswahlen“) zu vermeiden und für volle vier Jahre gewählt zu sein, kandidierte dabei Matsui als Stadtbürgermeister und Yoshimura als Präfekturgouverneur. Yoshimura gewann klar mit rund 64 % der Stimmen gegen den ehemaligen Vizegouverneur Tadakazu Konishi, der von den etablierten Parteien und dem größten Gewerkschaftsbund Rengō unterstützt wurde. Das Referendum über die Abschaffung der Stadt Osaka scheiterte 2020 knapp.
Während der COVID-19-Pandemie gelang es Yoshimura und seiner Partei wie auch manchen anderen Gouverneuren, sich in Ablehnung der Maßnahmen der Nationalregierung zu profilieren, im Falle Yoshimuras zum Teil auch mit wissenschaftlich fragwürdigen Behauptungen.
Bei der Gouverneurswahl 2023 wurde Yoshimura mit 73,7 % der Stimmen gegen fünf Kandidaten für eine zweite Amtszeit wiedergewählt.
Nachdem sich Nobuyuki Baba nach den schwachen Ishin-Ergebnissen bei der Shūgiin-Wahl 2024 vom Parteivorsitz zurückgezogen hatte, setzte sich Yoshimura bei der Wahl zum Parteivorsitzenden im Dezember 2024 gegen den Sangiin-Abgeordneten für und ehemaligen Gouverneur von Kanagawa Shigefumi Matsuzawa und zwei Shūgiin-Abgeordnete mit großem Abstand durch: Er erhielt 8547 Stimmen, Matsuzawa 1066, Ryūna Kanemura 635, Seiki Soramoto 492. Stimmberechtigt waren separat, aber anders als bei den anderen großen Parteien nicht besonders gewichtete 846 „Sonderparteimitglieder“ (tokubetsu tōin: Präfekturgouverneure, Gemeindebürgermeister, National-, Präfektur-, Gemeindeabgeordnete und feststehende -kandidaten) und rund 25.000 gewöhnliche Parteimitglieder, davon über die Hälfte in Osaka.